# AsiaSat 1
AsiaSat 1 (precedentemente Westar 6) è stato il primo satellite artificiale dell'Asia Satellite Telecommunications Co. Ltd. ("AsiaSat") e, indirettamente, di Hong Kong: quando è stato ri-messo in orbita (ovvero nel 1990), infatti, Hong Kong era ancora sotto il Regno Unito e non sotto la Repubblica Popolare Cinese. Ciò nasceva in gran parte dall'esigenza di modernizzare le comunicazioni in un'Asia già in grande trasformazione, ma ancora profondamente rurale.
AsiaSat 1 è stato "ri-messo in orbita" poiché recuperato da un'orbita troppo bassa per il corretto funzionamento, dov'era finito a causa del fallimento della sua prima missione. Questa era per conto della Western Union ed era avvenuta nel febbraio 1984 (parte della più generale missione STS-41-B). Successivamente (novembre 1984), l'equipaggio dello Space Shuttle Discovery recuperò Westar 6 (così all'epoca si chiamava) nel corso della missione STS-51-A della NASA. È stato quindi acquistato e rilanciato dall'AsiaSat dal Centro spaziale di Xichang sul razzo di fabbricazione cinese Lunga Marcia 3.
A progettare, costruire (per la W.U.) e riadattare (per l'AsiaSat) il satellite è stata l'azienda statunitense Hughes Aircraft. AsiaSat si basa sul modello HS 376.

## Caratteristiche tecniche
Basato sul Hughes Aircraft 376, aveva due pannelli solari cilindrici telescopici ed un'antenna pieghevole perché fosse più compatto durante il lancio. Al lancio pesava 1.442 kg.
Una volta entrato nell'orbita geostazionaria desiderata, a 36.000km al di sopra dell'equatore, l'antenna si è sollevata e il pannello esterno esteso, raddoppiando così altezza e potenza del satellite.
AsiSat 1 era dotato di 24 transponder in banda C.